# Франсуа де Малерб
Франсуа́ де Мале́рб (фр. François de Malherbe, 1555 , Кан — 16 жовтня 1628, Париж) — французький поет, критик і перекладач давньоримської літератури. Малерб був предтечею поезії класицизму, проте загалом творчість Малерба тяжіє до стилю бароко.

## Біографія

### Початок шляху
Малерб походив із знатної родини. Навчався в університетах Базеля і Гайдельберґа . Перші вірші Малерба відносяться до 1575 («Сльози на смерть Женев'єви Руссель», фр. Les Larmes sur la mort de Genevieve Roussel). У 1576 залишив сім'ю і спробував самостійно зробити кар'єру. Перебрався до Провансу і вступив на службу до герцога Генріха Ангулемського (бастард Генріха II) як секретар. Через рік після загибелі свого покровителя — у 1587 — представив королю Генріху III свою першу поему «Сльози Святого Петра» (фр. Les Larmes de Saint-Pierre), витриману в традиціях петраркізму і написану під прямим впливом італійського поета Луїджі Тансілло . У свою чергу Генріх III був убитий в 1589.

### Розквіт творчості
У 1590-х роках Малерб поперемінно жив то в Кані, то в Провансі; зблизився з Антуаном Монкретьєном, спонукав його до істотної переробки трагедії «Софонісба». Здійснив переклади двох творів Сенеки : «Моральні листи до Луцилія» і трактат «Про благодіяння», пізніше, в 1616 , Малерб опублікував виконаний ним переклад 33 книг «Історії» Тита Лівія . У 1598 році з'явилася одна з найкращих поезій Малерба — філософські станси «Втіха пану Дюперье на смерть його дочки» (фр. Consolation à M. du Périer sur la mort de sa fille), в яких відчувається вплив неостоїцизму.
У листопаді 1600 р. Малерб підніс свій твір Марії Медичі, що перебувала в той момент в Екс-ан-Провансі . Цей твір перегукується з поезіями Ронсара. Ода була зустрінута молодий королевою прихильно і в подальшому забезпечила Малербові найвищу протекцію.

### Прибуття до Парижа
У Париж Малерб прибув 1605 року, вже здобувши репутацію відомого поета. Він був представлений королю Вокленом Дез Івето і отримав придворну посаду. Свої обов'язки він виконував із великим завзяттям, не втрачав можливості скласти вірш з нагоди тих чи інших подій з життя двору. Малерб став офіційним поетом абсолютизму і одночасно розробником поетичної мови, здатного гідно оспівати діяння монарха. До офіційної поезії Малерба належать, наприклад, оди, присвячені Генріху IV, «На щасливе та успішне закінчення седанського походу» (фр. Au roi Henri le Grand sur le succès du voyage de Sedan) і «Молитва за здоров'я короля Генріха Великого, який прямує до Лімузена» (фр. Au roi Henri le Grand allant en Limousin, 1605). При цьому Малерб не просто віддавав данину хвалебною риториці, але цілком щиро вірив у заслуги непомірно звеличуємо їм «сильних світу цього». Ревниво ставився до суперників, таких як Філіп Депорт, піддавав їх нищівній критиці. Після смерті Генріха IV Марія Медічі, ставши королевою, призначила йому пенсію. Малерб оспівував у улесливих одах Людовика XIII, Рішельє і знатних гостей готелю Рамбує, в якому він був постійним відвідувачем. Проте його перша збірка віршів вийшла лише в 1630 році.

### Останні роки
Один з останніх творів Малерба — «Ода королю, що вирушив покарати заколот ларошельцев» (фр. Pour le Roy allant chastier la rébellion des Rochelois) — було написано з нагоди облоги Ла-Рошелі в 1627–1628 роках і заслужило подяку з боку Рішельє. Останні роки життя Малерба виявилися затьмарені драматичними подіями, пов'язаними з кримінальним переслідуванням його сина, а потім його загибеллю на дуелі (1627). Малерб домігся винесення смертного вироку вбивці, але вирок не був виконаний (через протидію Людовика XIII). Всі ці події підірвали здоров'я Малерба. Кажуть, що на смертному одрі Малерб дорікнув людині, що доглядала за ним, за не цілком французьке слово.

## Творчість
Творчий доробок Малерба невеликий за обсягом, хоча повне зібрання творів становить п'ять томів. Сент-Бев жартував, що всі вірші Малерба можна прочитати за півгодини. Малерб не визнавав праці за натхненням, на його думку, справжня поезія — це тяжка праця, й справді гідні твори можна створити за умови доброго знання правил поетичної творчості. Він витрачав багато часу й зусиль на добір потрібного слова, необхідного за задумом порядку слів, який би сприймався як єдино можливий й незмінний. «Створивши поему на сто рядків чи написавши промову на три аркуші, треба відпочивати десять років», — казав Малерб, підкреслюючи, що заняття літературою — це важка праця.
Франсуа Малерб фактично порвав з традицією поезії гуманізму ренесансного типу, хоча розробляв популярні в XVI столітті жанри: ода , станси , сонет, пісня . Серед античних авторів він надавав перевагу Сенеці , Овідієві , Марціалу.
За зразком Горація, свою Ars poetica, тобто поетичні правила, Малерб виклав у трактаті «Коментарі до Депорта» («Commentaire sur Desportes», 1600). У цьому трактаті він піддав гострій критиці поезію Депорта, котрий був послідовником Ронсара й інших поетів «Плеяди». Тут же міститься перший виклад теорії класицизму.
Малерб висунув один із провідних принципів класицизму — принцип ясності (clarté). Поетичний твір має бути зрозумілим кожній освіченій людині, а не лише вузькому колу близьких поетові людей, у ньому має бути якомога менше особистого і якомога більше загальнозначущого. З цією метою слід уникати образів, які можуть мати не одне, а декілька тлумачень. Необхідно звільнити поетичну мову від латинізмів, що затемнюють зміст твору. З цих позицій Малерб критикував Ронсара, його «темний стиль». Не приймав він і використання Ронсаром розмовних слів, діалектизмів тощо.
Принцип ясності покладено в основу багатьох вимог Малерба щодо поезії. Так, задля ясності поет повинен вміти вкласти кожну думку в окремий рядок і не розривати її переносом кінця думки в наступний рядок. Малерб був проти поетичної гри римами. Поезія має звертатися до розуму. Вона не розважає, а повчає. Малербівський принцип ясності був ранньою формою раціоналізму — підґрунтям художнього методу класицизму.
Запроваджені ним реформи заторкують насамперед форму вірша: заборона перенесення — enjambement, зяяння — hiatus, цезури, затемнення сенсу, дуже легкі складові рими на кшталт temps — printemps і вимагав, щоб поети шукали для рими поєднання віддалених слів, не задовольняючись тим, що перше спадає на думку за аналогією (як, наприклад, montagne — campagne). Загалом його вимоги зводилися до ясності, точності й віртуозності вірша. Критерій раціоналізму, покладений Малербом в основу творчості, в подальшому став наріжним каменем естетики класицизму .

## Листування
Великий історико-культурний інтерес становить листування Малерба з його другом, літератором Нікола Пейреска, що охоплює великий період з 1606 і до самої смерті поета.

## Видання творів
- Œuvres de Malherbe. Éd. revue sur les autographes, les copies les plus authentiques et les plus anciennes impressions et augm. de notices, de variantes, de notes, d'un lexique des mots et locutions remarquables, d'un portrait, d'un fac-similé, recueillies et annotées par Ludovic Lalanne,

- Tome premier,
- Tome deuxième,
- Tome troisième,
- Tome quatrième,
- Tome cinquième, Paris, Hachette, 1862

## Українські переклади
Українською мовою окремі вірші Малерба переклав Микола Терещенко.